# 動物考古学

動物考古学の現場(2005年、Guy Bar-Oz提供)

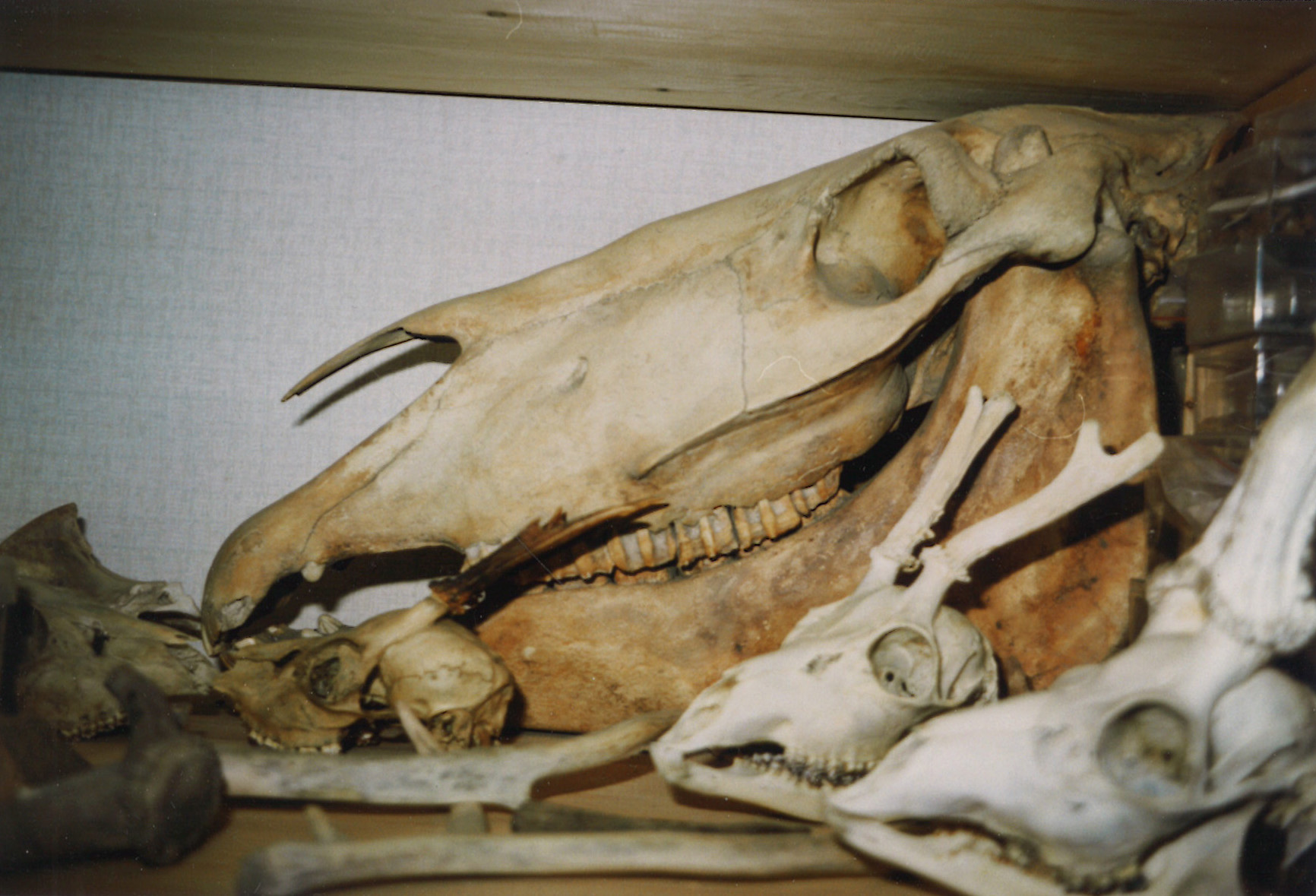
出土されたウマとシカの骨(2000年代、オランダ文化遺産局提供)

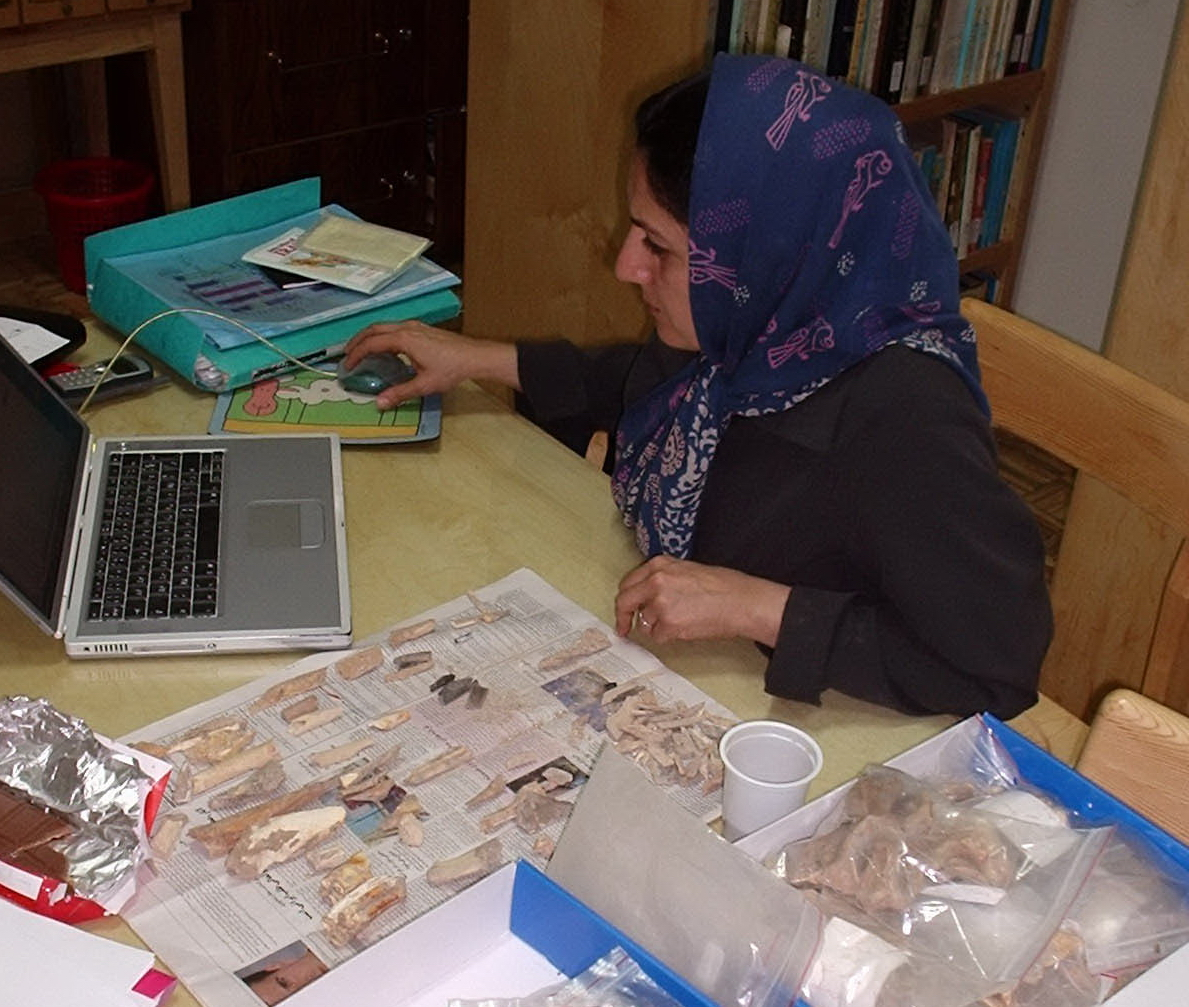
イランの動物考古学者Marjan Mashkour(2005年、Archaeo89提供)

動物考古学（どうぶつこうこがく、zooarchaeology、archaeozoology）とは、古代人と関係する動物遺存体（faunal remains）を研究する考古学の1分野。動物遺存体とは動物が死んだ時の遺物のこと。具体的には、骨、貝殻、毛、キチン、鱗、皮、タンパク質、DNA、など。このうち、骨と貝殻は遺跡で頻繁に発掘される。しかし、それ以外の動物遺存体は少ない。その理由は、分解または破壊されるためである。このことから遺存体の特定とその意味の解釈には困難が生じる場合がある。

## 発展
北米大陸東部における動物考古学研究は大きく3つの段階に分けて発展した。1860年頃からの形成段階、1950年初頭からの体系化の段階、そして1969年以降の統合化の段階である 。専任の動物考古学者は体系化の段階に至るまでいなかった。それ以前は単に技術でしかなく、特に研究されることはなかった。
専門の動物考古学者たちが現れだした一因として、プロセス考古学として知られる考古学の新しいアプローチがある。これは、"なにが"起こったかではなく、"なぜ"起こったかに重点を置いたものである。以後、動物考古学を専門とする考古学者たちが現れ、その数は増え続けた。

## 運用
動物考古学は以下のような問題について研究する。
1. 食事はどんなもので、どのような方法で動物を調理したか？[3]
2. 食べられた動物は何で、量はどのくらいで、一緒に何を食べたのか？[3]
3. 食物を手に入れるのは誰で、年令や性別はその手に入る可能性を左右したのか？[3]
4. 技術や行動などの文化は、食事とどう影響し、また関連付けられたのか？[3]
5. 食事に使われた以外に、どういう目的で動物を利用したのか？[3]

動物考古学は生き残った動物/生き残らなかった動物の違いから、当時の環境がどのようなものだったかも教えてくれるはずである。
動物考古学は過去を理解するだけでなく、現在・未来を改善することにも役立つ。人々が動物をどのように扱ったかを学べば、おのずと今後起こるかもしれないエコロジカルな問題を回避する助けになることだろう。とりわけ、野生生物管理には有意義である。たとえば、絶滅危惧種の動物を保護するにはエリアは狭いほうがいいか、広いほうがいいかという問題がある。動物考古学的証拠に基づくと、狭いエリアに生息する動物たちが絶滅する可能性が高いことがわかっている。

## 技術
動物考古学者が用いる技術の1つめは、タフォノミーである。遺存体がどのようにしてその場所に堆積/沈殿したか、遺存できたのはいかなる条件でか、どのようにして破損したかを調べ、そこから分析する。
2つめはラボ分析である。出土された骨と既に特定されている動物の骨を比較する。その動物が何であるかだけでなく、その動物が家畜化されたか否かも特定する。
3つめは定量的研究である。骨の数やサイズから分析を試みる。そこから、いろいろな動物を食事にしなければならなかったことがどんなに重要だったかが判る。

## 関連分野
動物考古学は他の研究分野とかなりの部分重複している。具体的には、以下のような分野がある。
- 人類学
- 動物人類学（英語版）
- 考古学
- 生物学
- 生態学
- 民族誌
- 古生物病理学（英語版）
- 古生物学
- 古動物学
- 動物学

さらに深く掘り下げて研究する際に役立つ知識は次の通りである。
| - 畜産 - ビリーフシステム（信念体系） - カルチュラル・ディプロマシー（文化外交） - 食事と栄養 - 病気 - 家畜化 - 環境と環境変動 - 民族 | - 食品加工 - ランドスケープ - 物質文化 - 季節性 - 社会的地位 - 生存戦略 - テクノロジー |

## 先史時代
先史時代の人間と動物の相関関係は、食料源から共同体生活の伴侶まで多様である。死者を埋葬する時の副葬といった非経済的な目的に使われたこともある。動物考古学ではそれまでもっぱら骨、歯、魚の鱗といったさまざまな遺存体から、誰が何を食べていたかを調べてきた。しかし21世紀になると、より広い文化的・社会的パターンから人間と動物の関係性を考えるようになった。たとえば、ピューマやジャガーは食べられた形跡がなく、儀式的な目的で使われていたという証拠が得られた。
動物の埋葬は中石器時代にまで遡る。スウェーデンのスケートホルム第1遺跡では8歳未満の子供と一緒に埋葬された複数のイヌや単独で埋葬された複数のイヌが見つかった。単独で埋葬されたイヌの中には、人間同様、火打ち石やシカの角といった道具が副葬されていた。同時代のスケートホルム第2遺跡でもイヌが見つかったが、第1遺跡とは異なって、イヌは墓地の北と西の境界線に沿って埋葬されていた。バイカル湖近郊の、通称ロコモティフ墓地と呼ばれる遺跡では、人間の墓に混じってオオカミの墓が見つかった。オオカミのすぐ下にはヒト男性の頭蓋骨があった。オオカミの品種はこの地域原産のものではなく、またこの地域には他にオオカミの生息地が見当たらない。バザリスキとサヴェリエフは、見つかったオオカミは人間との相互関係を示すものだと述べている。紀元前300年頃のウコク高原のパジリク古墳群では1人のヒト男性と一緒に10頭のウマが埋葬されていた。ウマは鞍、ペンダントなどで飾られていた。愛されたウマとしては最古のウマである。考古学教授のエリカ・ヒルは先史時代の動物の埋葬が人間と動物の関係に光を当てるだろうと示唆している。

## 意義
動物考古学は過去の人間と環境の相関関係（食事、家畜化、道具の使用、儀式、など）の全体論的な理解を導く。動物遺存体はそれらの相関関係を明らかにする。考古学により示された過去の知識は現在およびこれからの未来に有益な場合が多い。動物考古学は、動物そのもの、近接するグループ、地域の環境の全体論的な理解に貢献するものと期待される。

## 文献
- Orton, David C. "Anthropological Approaches to Zooarchaeology: Colonialism, Complexity and Animal Transformations." Cambridge Archaeological Journal 21.2 (2011): 323-24. Print.